# أبو منصور الأشقر
محمود بن إسماعيل الصيرفي الأصبهاني، كنيته أبو منصور ولقبه الأشقر، (وُلِد أواخر ربيع الآخر، 421 هـ في أصبهان - وتُوفيّ 8 ذو القعدة، 514 هـ في أصبهان)، شيخ ومحدث من رواة الحديث النبوي والكتب. يعد من الثقات، اشتُهِر لكونه أحد رواة كتاب المعجم الكبير لصاحبه الطبراني كاملاً عبر سند من الرواة والحفاظ الموثوقين الذين رووه عن الطبراني نفسه.

## سيرته
هُوّ أبو منصور محمود بن إسماعيل بن محمد بن محمد بن عبد الله الصيرفي الأصبهاني الأشقر، من أهل أصبهان، وُلِد في يوم الخميس أواخر شهر ربيع الآخر من عام 421 هـ.
ترجم له من العلماء والمؤرخين جماعة، منهم؛ الإمام الذهبي في كتابه سير أعلام النبلاء، وأبو سعد السمعاني في كتابه التحبير في المعجم الكبير، وغيرهم.
كان من حفاظ الحديث والأثار والكتب وخصوصاً الكتب إذ كان يحفظ عشرات كتب الحديث والشريعة والعقيدة والفقه كاملةً عن ظهر غيب ولم يكُن يحفظها عن طريق القراءة بل بالإسناد من شيوخه الثقات الذين حفظوه عن شيوخهم الثقات وشيوخهم حفظوه عن شيوخهم الثقات إلى أن يصل الإسناد إلى صاحب الكتاب الذي رواه على الشيخ الأول في السند ثُمّ علم ذلك الشيخ تلميذه الكتاب وحفظه إياه.
بسبب ذلك لقب الناس الأشقر بـ مُسنِد أصبهان أي صاحب الأسانيد الكاملة غير المُنقطعة وكبير المحدثين. يعتبر من رواة كتاب المعجم الكبير للطبراني الرئيسيون إذ رواه عن أبي الحسين أحمد بن محمد بن فاذشاه صاحب الطبراني الذي راوه عنه وحفظه منه.
ومن الكتب الدينية التي رواها بالإسناد عن شيوخه؛ كتاب الفرائض والوصايا لصاحبه أبي بكر ابن أبي عاصم إذ رواه عن شيخه أبي بكر محمد بن عبد الله بن شاذان الأعرج الذي رواه عن أبي بكر القباب صاحب أبي بكر ابن أبي عاصم عن أبي بكر ابن أبي عاصم.
وأيضًا روى الأول والثاني والثالث والرابع من كتاب الزهد لأبي بكر بن أبي شيبة، من شيخه أبي بكر محمد بن عبد الله بن شاذان الأعرج الذي رواه عن شيخه أبي بكر القباب عن محمد بن شيرزاذ صاحب أبي بكر بن أبي شيبة. وروى كتاب السرائر لأبي أحمد علي بن سعيد العسكري حيثُ رواه عن أبي بكر محمد بن عبد الله بن شاذان الأعرج عن أبي بكر القباب صاحب أبي أحمد علي بن سعيد العسكري. وكتاب التاريخ لأبي بكر بن أبي شيبة بروايته عن أبي بكر محمد بن عبد الله بن شاذان الأعرج عن العصفري عن أبي عمرو النيسابوري عن أبي بكر بن أبي شيبة.
وكتاب السنة لأبي بكر ابن أبي عاصم عن أبي بكر محمد بن عبد الله بن شاذان الأعرج عن أبي بكر القباب عن أبي بكر ابن أبي عاصم. وكتاب الآذان لأبي بكر ابن أبي عاصم عن أبي بكر محمد بن عبد الله بن شاذان الأعرج عن أبي بكر القباب صاحب أبي بكر ابن أبي عاصم عن أبي بكر ابن أبي عاصم.
وكتاب التهجد وقيام الليل لابن أبي الدنيا بروايته عن أبي بكر محمد بن عبد الله بن شاذان الأعرج الذي رواه عن جده أحمد بن محمد بن شاذان عن أبي الحسن اللنباني عن ابن أبي الدنيا. والأول والثاني والثالث من كتاب معاني الأخبار أبي بكر ابن أبي عاصم بروايته عن أبي بكر محمد بن عبد الله بن شاذان الأعرج عن أبي بكر القباب عن أبي بكر ابن أبي عاصم نفسه.
وكتاب الأشربة للإمام أحمد بن حنبل حيثُ رواه عن أبي بكر محمد بن عبد الله بن شاذان الأعرج الذي رواه عن شيخه أبي عمرو عبد الرحمن بن محمد القطان عن أبي القاسم البغوي عن أحمد بن حنبل نفسه. وكتاب  ذم الدنيا والزهد لأبي بكر ابن أبي عاصم إجازةً له من أبي بكر محمد بن عبد الله بن شاذان الأعرج عن شيخه أبي بكر القباب عن أبي بكر ابن أبي عاصم.
وكتاب مولد النبي صلى الله عليه وسلم، وكتاب الرهون، وكتاب الديات، وكتاب فضائل القرآن، وكتاب إثبات الخبر والمخبرين، وكتاب القضاة وما قضى به النبي صلى الله عليه وسلم، وكتاب التفسير، وكتاب الغرباء، كُلِّ هذه الكتب لأبي بكر ابن أبي عاصم رواها عن أبي بكر محمد بن عبد الله بن شاذان الأعرج عن شيخه أبي بكر القباب عن أبي بكر ابن أبي عاصم نفسه.
وكتاب السخاء والكرم لأبي العباس الوليد بن أبان بروايته عن أبي بكر محمد بن عبد الله بن شاذان الأعرج عن شيخه أبي بكر القباب عن أبي العباس الوليد بن أبان.
وبالمُقابل روى عنه الحديث والكتب؛ إسماعيل بن محمد في كتاب الترغيب، وأبو طاهر السِّلَفي، وأبو العلاء الهمداني، وأبو موسى المديني، وأبو بكر محمد بن أحمد المهاد، ومحمد بن إسماعيل الطرسوسي، ومحمد بن أبي زيد الكراني الخباز، وأبو جعفر الصيدلاني حضوراً، ومحمود بن أبي العلاء.
قال عنه الإمام الذهبي: «الشيخ الجليل الثقة أبو منصور محمود بن إسماعيل بن محمد بن محمد بن عبد الله الأصبهاني الصيرفي الأشقر، راوي كتاب (المعجم الكبير) للطبراني عن أبي الحسين أحمد بن محمد بن فاذشاه...»، وقال عنه أبو سعد السمعاني: «شيخ صالح سديد معمر مكثر من الحديث وسمع منه الغرباء وأهل البلد..»، وفي موضع آخر قال: «كتب إليَّ الإجازة وسمع منه الإمام والدي رحمه الله وحدثني عنه جماعة بخراسان والعراق والجبال..»، ونقل الذهبي قول تلميذه أبو طاهر السِّلَفي: «كان رجلاً صالحاً، له اتصال ببني مَنْدَهْ، وبإفادتهم سمع الحديث.»
حسبما قال الذهبي فإنّه مات في ذو القعدة من عام 514 هـ بأصبهان نقلاً عن أبو موسى المديني الذي أرخه كَذَا ، أما أبو سعد السمعاني فذكر معلومات أكثر إذ قال أنّه مات في يوم السبت 8 ذو القعدة عام 514 هـ في أصبهان عن عُمر يُناهز الـ 93 عاماً ودُفِن يوم الأحد بعد صلاة الظهر في باب دزبه.

## وصلات خارجية
- ترجمة محمود بن إسماعيل بن محمد الصيرفي الأصبهاني، أبو منصور الأشقر - توثيق أسانيد كتب العقيدة الإسلامية (5/5) - شبكة الألوكة.